# Archimede Rosa
Archimede Rosa, italijanski dirkač, * 25. september 1899, Italija, † 28. oktober 1953, Italija.
Archimede Rosa se je rodil 25. septembra 1899. V moštvu Officine Meccaniche, je svojo kariero začel s kar šestimi zaporednimi uvrstitvami na stopničke, tudi dvema zmagama. Na svoji prvi dirki v sezoni 1927 Mille Miglia je osvojil tretje mesto z dirkalnikom OM 665S, že na svoji drugi dirki Coppa della Sila, pa je dosegel svojo prvo zmago. V sezoni 1928 je dosegel drugo mesto na dirki Mille Miglia in tretje mesto na dirki športnih dirkalnikov za Veliko nagrado Rima. Sezono 1929 je začel s tretjo zaporedno uvrstitvijo na stopničke na dirki Mille Miglia, tokrat je bil drugi, nato pa je na dirki Giro di Sicilia dosegel svojo drugo zmago kariere. Z naslednjo dirko Coppa di Messina, na kateri je bil drugi, se je njegova serija uvrstitev na stopničke prekinila, kajti na dirki za Veliko nagrado Mugella je odstopil, toda sezono je končal s svojo tretjo zmago na dirki Coppa di Crollalanza. Tudi sezona 1930 je bila zanj podobno uspešna, kajti ob zmagi na dirki Giro di Sicilia, je dosegel še drugi mesti na dirkah za Veliko nagrado Caserte in Veliko nagrado Suda ter tretji mesti na dirkah Velika nagrada Avellina in Coppa della Sila. Toda po koncu sezone je moštvo zapustil, kot privatnik ni več dosegal enakih uspehov, toda v sezoni 1934 je prestopil v moštvo Scuderia Ferrari. Že na prvi dirki za novo moštvo Mille Miglia je dosegel tretje mesto z dirkalnikom Alfa Romeo Monza, nato drugo mesto na dirki Giro d´Italia ter še tretje mesto na dirki Targa Abruzzi, obakrat z dirkalnikom Alfa Romeo 6C. V naslednji sezoni 1935 je še zadnjič nastopil v moštvu Scuderia Ferrari na dirki Targa Abruzzi, na kateri se je, kot na vseh štirih dirkah za Scuderio Ferrari, uvrstil na stopničke, tokrat je bil drugi. Po nekaj slabših rezultatih se je po dirki Mille Miglia v sezoni 1938, na kateri je odstopil, upokojil kot dirkač. Umrl je leta 1953.